# 11 settembre
L'11 settembre è il 254º giorno del calendario gregoriano (il 255º negli anni bisestili). Mancano 111 giorni alla fine dell'anno.
Inizia l'anno secondo il calendario copto e calendario etiopico (tranne che negli anni precedenti quelli bisestili gregoriani)

## Eventi
- 9 – Si conclude dopo tre giorni la battaglia della foresta di Teutoburgo, una delle più gravi sconfitte subite dai romani, che bloccò il loro tentativo di espansione in Germania
- 260 – Dedica dell'Altare di Augusta
- 831 – Conquista islamica di Palermo
- 1297 – Battaglia di Stirling Bridge: gli scozzesi di William Wallace sconfiggono gli inglesi
- 1494 – Varcate le Alpi, Carlo VIII giunge ad Asti, dando inizio all'impresa contro il Regno di Napoli e alle Guerre d'Italia.[1]
- 1541 – Santiago del Cile viene distrutta da tribù indigene
- 1599 – A Roma, in piazza Castel Sant'Angelo sono giustiziati Beatrice Cenci, la matrigna Lucrezia Petroni ed il fratello Giacomo per l'omicidio del padre, il conte Francesco Cenci
- 1609
  - Viene annunciato un ordine di espulsione contro i musulmani non convertiti di Valencia; sarà l'inizio dell'espulsione di tutti i musulmani della Spagna
  - Henry Hudson sbarca sull'isola di Manhattan
- 1683 – Battaglia di Vienna: l'esercito guidato da Giovanni Sobieski prende posizione per la battaglia che il giorno successivo libererà vienna dall'assedio ottomano
- 1697 – Battaglia di Zenta: pose fine alla guerra austro-turca (1683–1699) dando origine alla Pace di Carlowitz
- 1709 – Battaglia di Malplaquet, Gran Bretagna, Paesi Bassi ed Austria sconfiggono la Francia
- 1714 – Barcellona si arrende alle armate spagnole e francesi, nel corso della guerra di successione spagnola
- 1776 – La conferenza di pace britannico-americana di Staten Island non riesce a fermare la nascente Rivoluzione americana
- 1777 – Battaglia di Brandywine
- 1789 – Alexander Hamilton viene nominato primo Segretario di Stato del Tesoro degli Stati Uniti
- 1795 – A Crich, in Inghilterra, parte il primo prototipo di tranvia a cavalli, ad opera di Benjamin Outram
- 1800 – Luisa Sanfelice è giustiziata a Napoli dal re Ferdinando I delle Due Sicilie per i fatti della Repubblica Partenopea
- 1802 – Fine della Repubblica Subalpina, il Piemonte è annesso all'Impero francese
- 1814 – Battaglia di Plattsburgh
- 1847 – La più nota canzone di Stephen Foster, Oh! Susanna, viene eseguita per la prima volta in un saloon di Pittsburgh (Pennsylvania)
- 1857 – Coloni mormoni e indiani Paiute massacrano 120 pionieri a Mountain Meadows, nello Stato statunitense dello Utah
- 1858 – George Mary Searle scopre l'asteroide 55 Pandora
- 1890 – Rivoluzione nel Canton Ticino. Presa del potere da parte dei radicali. I golpisti saranno chiamati "settembristi"
- 1894 – San Marino adotta l'inno nazionale della Repubblica
- 1906 – Il Mahatma Gandhi durante una protesta all'Empire Theatre of Varieties di Johannesburg, adotta per la prima volta la sua metodologia della satyagraha, chiamando i suoi compagni a sfidare la nuova legge e a subire le punizioni previste, senza ricorrere alla violenza[2]
- 1914 – L'Australia invade la Nuova Britannia, sconfiggendo il contingente tedesco ivi presente
- 1919 – Viene fondata la reggenza italiana del Carnaro
- 1919 – I Marines statunitensi invadono l'Honduras
- 1921 – Fatty Arbuckle viene arrestato per stupro
- 1922 – Inizia il Mandato britannico della Palestina
- 1926 – Fallito tentativo di assassinio di Benito Mussolini da parte dell'anarchico Gino Lucetti
- 1930 – Si verifica una delle più violente eruzioni dello Stromboli in epoca storica, in grado di causare quattro vittime e la distruzione di alcune case
- 1931
  - Salvatore Maranzano viene ucciso dai sicari di Lucky Luciano
  - A Viareggio si consuma l'efferato omicidio Barsottelli, che ha grande eco nell'opinione pubblica.
- 1940 – George Stibitz esegue la prima operazione da remoto su un elaboratore
- 1941 – Inizio degli scavi per la costruzione del Pentagono. La marina militare statunitense riceve l'ordine di attaccare i sottomarini tedeschi
- 1943
  - Truppe tedesche occupano la Corsica e il Kosovo-Metohien, inizio della liquidazione del ghetto a Minsk e Lida da parte dei nazisti
  - Inizia la battaglia di Gorizia tra truppe tedesche occupanti e brigate partigiane italiane e slovene
- 1944
  - Il paese di Barcis, in Valcellina, provincia di Pordenone, viene dato alle fiamme dalle truppe tedesche d'occupazione per ritorsione antipartigiana
  - Le prime truppe dell'esercito statunitense attraversano il confine occidentale della Germania nazista
- 1946 – Nasce la Società Max Planck per l'Avanzamento delle Scienze
- 1948 – Henri Queuille diviene primo ministro di Francia
- 1951 – Florence Chadwick attraversa La Manica a nuoto dall'Inghilterra alla Francia, e diventa la prima donna ad aver compiuto la traversata in entrambe le direzioni
- 1960 – Si chiude a Roma la XVII Olimpiade
- 1961 – Su iniziativa di Julian Huxley, viene fondata la World Wildlife Fund (letteralmente "Fondo mondiale per la vita selvatica"), precorritrice dell'odierna World Wide Fund for Nature (WWF).
- 1965 – La 1st Cavalry Division arriva in Vietnam
- 1970 – Un tornado tra Padova e Venezia causa 36 morti e oltre 500 feriti
- 1971 – Il Bahrein e il Qatar aderiscono alla Lega araba
- 1972 – Si chiude a Monaco di Baviera la XX Olimpiade
- 1973 – Cile: il golpe militare di Augusto Pinochet rovescia il governo, il presidente Salvador Allende muore durante le ultime fasi di assalto al palazzo presidenziale
- 1978 – A Londra viene assassinato lo scrittore e dissidente bulgaro Georgi Markov
- 1988 – Italia: il team Ferrari ottiene una doppietta al Gran Premio d'Italia, dopo nove anni di mancata vittoria, doppietta dedicata ad Enzo Ferrari scomparso qualche settimana prima: primo Gerhard Berger, secondo Michele Alboreto
- 1989 – Ungheria: in seguito al picnic paneuropeo dell'agosto precedente, la Cortina di ferro viene aperta ed inizia l'esodo di tedeschi della DDR in Occidente
- 1990 – Céline Dion pubblica il suo primo album in lingua inglese, intitolato Unison
- 1992 – La foiba di Basovizza diventa monumento nazionale
- 1996 – USA: emissione dei francobolli commemorativi di Glenn Miller, Count Basie, Tommy e Jimmy Dorsey, Benny Goodman (serie Big Band Leaders)
- 1997 – La Scozia vota per ristabilire il proprio parlamento, dopo 290 anni di unione con l'Inghilterra e nel 700º anniversario della battaglia di Stirling Bridge
- 1998 – Il consigliere indipendente Kenneth Starr invia un rapporto al Congresso degli Stati Uniti d'America, nel quale accusa il presidente Bill Clinton di 11 possibili reati che prevedono l'impeachment
- 1999 – Pubblicazione nel Regno Unito del primo volume dell'Archivio Mitrokhin
- 2000 – Attivisti protestano contro il meeting del Forum economico mondiale a Melbourne, Australia
- 2001 – Attacco terroristico dell'11 settembre 2001: negli Stati Uniti vengono dirottati quattro aerei; due vengono fatti schiantare nelle Torri gemelle (provocandone il crollo), uno viene utilizzato per il danneggiamento dell'ala destra del Pentagono, mentre il quarto aereo si schianta in Pennsylvania: le vittime ufficiali saranno quasi 3000.
- 2003 – Entra in vigore il Protocollo di Cartagena
- 2011 – 10 anni dopo l'attacco alle Torri Gemelle, viene inaugurato il National September 11 Memorial & Museum, museo dedicato agli attentati al World Trade Center.

## Nati
Ci sono circa 1 140 voci su persone nate l'11 settembre; vedi la pagina Nati l'11 settembre per un elenco descrittivo o la categoria Nati l'11 settembre per un indice alfabetico.

## Morti
Ci sono circa 530 voci su persone morte l'11 settembre; vedi la pagina Morti l'11 settembre per un elenco descrittivo o la categoria Morti l'11 settembre per un indice alfabetico.

## Feste e ricorrenze

### Civili
Nazionali:
- Argentina – Festa del maestro
- Cile – Anniversario della morte di Salvador Allende
- Cina – Festa nazionale dei pompieri della Repubblica Popolare Cinese. Il giorno è scelto per il fatto che l'undicesimo giorno del nono mese (settembre) corrisponde al 119, il numero telefonico dei pompieri in Cina
- Spagna, Catalogna – Diada Nacional de Catalunya
- Stati Uniti – Patriot Day: anniversario degli Attentati dell'11 settembre 2001

### Religiose
Cristianesimo:
- Sant'Adelfio di Remiremont, abate
- San Deiniol (Daniele di Bangor), vescovo
- Sant'Elia Speleota, abate
- Santi Felice e Regola e Essuperanzio, martiri
- San Giovanni Gabriele Perboyre, martire in Cina
- San Leudino di Toul, vescovo
- San Martiniano, martire tebeo
- Santi Matteo e Gusmeo, martiri
- San Pafnuzio di Tebe, vescovo e confessore
- San Paziente di Lione, vescovo
- Santi Proto e Giacinto, martiri
- San Sacerdote di Lione, vescovo
- Santa Sperandea, religiosa
- Santa Teodora di Alessandria
- Santi Vincenzo e Ramiro e compagni
- Beato Baldassarre Velasquez, martire mercedario
- Beato Bonaventura da Barcellona (Miquel Baptista Gran Peris), religioso
- Beato Francesco Giovanni Bonifacio, sacerdote e martire
- Beato Francesco Mayaudon, martire
- Beati Gaspare Koteda, Francesco Takeya e Pietro Shichiemon, martiri
- Beato Giuseppe Maria Segura Penades, sacerdote e martire
- Beato Ludovico IV di Turingia, langravio
- Beata Maria Celeste Crostarosa, religiosa fondatrice dell'Ordine del Santissimo Redentore
- Beato Pietro de Alcantara Villanueva Larrayoz, religioso e martire